# Heterolepidoderma famaillensis
Heterolepidoderma famaillensis är en djurart som tillhör fylumet bukhårsdjur, och som beskrevs av Luis E. Grosso och Dragh 1991. Heterolepidoderma famaillensis ingår i släktet Heterolepidoderma och familjen Chaetonotidae. Inga underarter finns listade i Catalogue of Life.